# 3-Methylcytidin
3-Methylcytidin (m3C) ist ein seltenes Nukleosid und kommt in der tRNA und rRNA vor. Es besteht aus der β-D-Ribofuranose (Zucker) und dem 3-Methylcytosin. Es ist ein Derivat des Cytidins, welches in 3-Position methyliert ist. Aufgrund der Methylierung in der 3-Position ist eine Basenpaarung nicht möglich.
Die Verbindung wurde in dem Meeresschwamm Geodia baretti nachgewiesen.

## Gewinnung und Darstellung
Die Synthese von 3-Methylcytidin erfolgt ausgehend von Cytidin durch N3-Methylierung in Gegenwart von MeI, wodurch das Nukleosid N3-Methylcytidin (m3C) entsteht, gefolgt vom Einbau mehrerer Schutzgruppen an Stellen, die die 5'-Hydroxylgruppe (4,4'-Dimethoxytrityl-Schutz), die 4-Aminogruppe (Benzoyl-Schutz) und die 2'-Hydroxylgruppe (tert-Butyldimethylsilyl, TBDMS-Schutz) umfassen.